# Kálmán Ihász
Kálmán Ihász (Budapeste, 6 de março de 1941 - 31 de janeiro de 2019) foi um futebolista húngaro, campeão olímpico. 

## Carreira
Kálmán Ihász fez parte do elenco medalha de ouro nos Jogos Olímpicos de 1964. Ele também fez parte do elenco da Seleção Húngara na Copa do Mundo de 1962.

## Ligações Externas
- Perfil (em português)